# Tammam Salam
Tammam Saëb Salam (arab. تمام صائب سلام ; ur. 13 maja 1945 w Bejrucie) – libański polityk, sunnita, syn byłego premiera Saëba Salama. Premier Libanu od 15 lutego 2014 do 18 grudnia 2016, pełniący obowiązki prezydenta Libanu od 25 maja 2014 do 31 października 2016.
W 1996 r. został wybrany deputowanym libańskiego parlamentu. W latach 2008–2009 kierował ministerstwem kultury w rządzie Fouada Siniory. W wyborach parlamentarnych w 2009 r. dostał się do Zgromadzenia Narodowego, startując jako niezależny kandydat z listy Strumienia Przyszłości.
Po dymisji premiera Nadżiba Mikatiego w dniu 22 marca 2013, prezydent Libanu Michel Sulaiman 6 kwietnia 2013 powierzył mu misję tworzenia rządu. Salam ostatecznie stanął na czele nowego gabinetu 10 miesięcy po desygnowaniu go na ten urząd – 15 lutego 2014.
Po wygaśnięciu kadencji prezydenta Michela Sulaimana 25 maja 2014 oraz braku porozumienia w kwestii wyboru nowego prezydenta, premier Salam rozpoczął pełnienie obowiązków głowy państwa do czasu wyboru nowego przywódcy kraju.